# 티나 (토리코)
티나(Ani)는 일본의 애니메이션 만화 토리코의 등장인물이다.

## 프로필
성우는 미즈키 나나 / 김선혜/박지윤 (성우) 티나는 토리코의 등장인물로 그루메뉴스의 캐스터이며 특종을 위해 항상정보를 얻고자 노력하는 캐스터이다. 그리고 외모도 예쁜 편이다.